# Microsoft Defender
Microsoft Defender (anteriormente conocido como Windows Defender) es un programa de seguridad antivirus cuyo propósito es buscar y solucionar amenazas, prevenir, quitar y poner en cuarentena software espía y malware en Microsoft Windows. Es incluido y activado por defecto en Windows 8, Windows 8.1, Windows 10 y Windows 11. También se incluye una versión para Windows Vista y Windows 7 bajo el nombre de Microsoft Security Essentials. En Windows XP y Windows Server 2003 se abre como mrt. El programa antivirus ofrece protección en tiempo real y una protección contra el malware y amenazas que se encuentran dentro del equipo, además ofrece opciones para proteger el sistema de vulnerabilidades y protección de hardware. Microsoft Defender carece de características de protección avanzadas de otros antivirus, como sandbox, protección web, seguridad del navegador, analizador de red Wi-Fi o protector de contraseñas y alertas de hackeo. 

## Características básicas

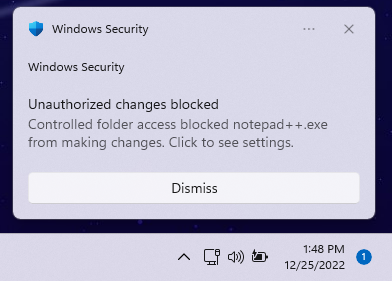
Notificación de Microsoft Defender que informa que se ha bloqueado el acceso de Notepad++ a una carpeta.

Las características de Microsoft Defender son: protección contra virus y amenazas, protección de cuentas de Microsoft que están en el equipo, cortafuegos y protección de red, control de aplicaciones y explorador y seguridad de hardware del dispositivo.
- Protección contra virus y amenazas: protección en tiempo real, protección contra virus y amenazas que se encuentran en el equipo, opciones de examen rápido, personalizado, completo y sin conexión. Protección basada en la nube, protección contra alteraciones y acceso controlado a carpetas.
- Protección de cuentas: protege los inicios de sesión no autorizados y opciones de bloqueo dinámico por Bluetooth.
- Cortafuegos: protege al equipo de redes públicas, privadas y de dominio, permite elegir el tipo de red en la que te conectas para que el cortafuegos ofrezca una protección automática.
- Control de aplicaciones y explorador: protege de programas, software o archivos potencialmente no deseados basado en la reputación para el navegador Edge, además ofrece opciones para proteger el equipo de vulnerabilidades.
- Seguridad de hardware: Protección y aislamiento del núcleo basado en la virtualización.

## Historia

### Beta 1
Windows Defender se basa en GIANT AntiSpyware, que fue desarrollado originalmente por GIANT Company Software. Microsoft adquirió GIANT el 16 de diciembre de 2004. Aunque el original AntiSpyware GIANT era compatible con versiones anteriores de Windows, el soporte para la línea de Windows 9x de sistemas operativos fue abandonado más tarde. Sin embargo, Sunbelt Software, que originalmente era socio de GIANT, vende un producto basado en la misma tecnología denominada CounterSpy que todavía tiene soporte para anteriores sistemas operativos de Microsoft.
La primera versión de Microsoft AntiSpyware fue lanzada en forma de beta el 6 de enero de 2005 y era básicamente un AntiSpyware GIANT reempaquetado. Fue entonces un producto gratuito (aunque solo para instalaciones genuinas de Windows), figurando algunas características nuevas y fue renombrado simplemente como un producto de Microsoft. Más compilaciones fueron liberadas a medida que avanzaba el 2005, con la última actualización de versión Beta 1 publicada el 21 de noviembre de 2005.

### Beta 2
En la Conferencia de RSA Security 2005, el director de arquitectura de software y cofundador de Microsoft, Bill Gates anunció que Windows Defender (que era conocido como Microsoft AntiSpyware antes al 4 de noviembre de 2005) se pondrá a disposición de forma gratuita a todos los usuarios de Windows 2000, Windows XP y Windows Server 2003 con licencia válida para ayudar a asegurar sus sistemas contra la creciente amenaza de malware.
Windows Defender (Beta 2) fue lanzado el 13 de febrero de 2006. Incluyó el nuevo nombre del programa y un nuevo diseño de interfaz de usuario. El motor principal fue reescrito en C++, a diferencia del original desarrollado en GIANT, que fue escrito en Visual Basic. Esto mejora el rendimiento de la aplicación. También, desde la versión beta 2, el programa funciona como un servicio de Windows, a diferencia de versiones anteriores, que permite a la aplicación de proteger el equipo, incluso cuando un usuario no ha iniciado sesión. La aplicación de Windows Defender es técnicamente una interfaz con el servicio, que también tiene el mismo nombre. Beta 2 también requiere la validación de Windows original. Sin embargo, Windows Defender (Beta 2) no contenía algunas de las herramientas de Microsoft AntiSpyware (Beta 1). Microsoft eliminado las herramientas de sistema inoculación, Secure Shredder y Explorador de sistema de MSAS (Beta 1), así como la herramienta Borrador de pistas, que permitía que los usuarios eliminar fácilmente muchos tipos diferentes de archivos temporales relacionados con Internet Explorer 6, incluyendo cookies, archivos temporales de Internet y el historial de reproducción del Reproductor de Windows Media.

### Versión 2006
El 24 de octubre de 2006, Microsoft lanzó la versión 2006. Era compatible con Windows XP, Windows Server 2003 y Windows Vista; sin embargo, a diferencia de las versiones beta, no se ejecutaba en Windows 2000 por defecto. Con arreglo a las preguntas más frecuentes, el soporte para Windows 2000 fue abandonado debido a que, en el momento del lanzamiento de la versión final, Windows 2000 había llegado al final de su periodo de soporte estándar y se consideró que no era "un sistema operativo de consumo popular". Sin embargo, Microsoft había confirmado que se trata de un problema de los productos de Microsoft, y una resolución oficial para los usuarios de Windows 2000 estuvo disponible en la ayuda y soporte técnico de Microsoft.

### Versión final
Originalmente tenía el nombre de Windows Defender, pero se lanzó una versión para Android y el nombre cambió a Microsoft Defender. Actualmente la versión de Microsoft Defender trae muchas mejoras, inclusive tiene integración con IA para el análisis de Virus en la Nube, está disponible en Windows 10 por defecto, Windows 8 y 8.1, Windows 11, Windows Server 2016 y Windows Server 2019.  Las características detalladas de Microsoft Defender están en la página oficial de Microsoft.

## Interrupción del servicio
A principios de diciembre de 2008, Microsoft anunció el desarrollo de un código de producto antivirus denominado "Morro", titulado oficialmente Microsoft Security Essentials. El software gratis o freeware reemplazaría a Windows Live OneCare como a GIANT AntiSpyware. Windows Live OneCare se suspendería a finales de junio de 2009, pero los usuarios seguirían obteniendo las definiciones de la base de datos de software malicioso o malware más reciente hasta el final de verano del mismo año.

## Windows Antivirus
System Centre Endpoint Protection, Microsoft Security Essentials y otros productos de seguridad de Microsoft existían antes de Microsoft Defender para otras versiones de Windows. El 20 de noviembre de 2017 Microsoft en su Windows IT Pro Center anunció el Windows Defender Antivirus para Windows 10 y Windows Server 2016, anteriormente estaba disponible para Windows 8 y 8.1.
Las actualizaciones de la base de datos de Microsoft Defender dependen de Windows Update, lo cual es una desventaja en la protección contra el malware más reciente, a diferencia de otros Antivirus que actualizan su base de datos varias veces al día y de forma automática.

### Portación a GNU/Linux
A fin de encontrar vulnerabilidades en las librerías de Windows Defender mediante las técnicas de confusión o fuzzing, Tavis Ormandy desarrolló en mayo de 2017 un entorno de emulación en GNU/Linux para ello.
El 26 de octubre de 2018 Microsoft en su blog Microsoft Secure anunció una importante mejora al lograr que Windows Defender Antivirus sea ejecutado en un proceso aislado o sandbox en respuesta a todas las recomendaciones de los expertos externos e internos y la conclusión a la que llegaron todos los expertos.
Microsoft cambió el nombre de Windows Defender a Microsoft Defender cuando anunció su versión de Android destinada a empresas para teléfonos inteligentes.

## Funciones avanzadas

### Protección en tiempo real
En Opciones, Windows Defender puede configurar la protección en tiempo real de las siguientes opciones:
- Auto Start - Listas de programas a los que se les permite que se ejecuten automáticamente al iniciar el equipo.
- Configuración del sistema (configuración) - Monitores relacionados con la seguridad en la configuración de Windows.
- Edge y Add-ons - Programas que se ejecutan automáticamente al iniciar Edge.
- Configuraciones de Edge (ajustes) - Configuración de seguridad del navegador.
- Descargas de Edge - Archivos y programas que están diseñados para trabajar con Edge.
- Servicios y Controladores - Monitores y servicios de los conductores, ya que interactúan con Windows y sus programas.
- Arranque del equipo - Monitorea los programas de inicio y todas las operaciones que llevan a cabo.
- Solicitud y registro - Monitorea herramientas y archivos en el sistema operativo que los programas pueden registrar en cualquier momento.
- Windows Add-ons - Monitores programas de add-on (también conocido como software de los servicios públicos) para Windows.

### Integración con Internet Explorer y Edge
Hay integración con Internet Explorer, que permite a analizar los archivos cuando se descargan para ayudar a garantizar que uno no se descargue accidentalmente software malintencionado o malware. Esta implementación es similar a los analizadores en tiempo real de muchos productos antivirus en el mercado. Aunque no se combina con otros navegadores, Windows Defender todavía analiza los archivos descargados para código malintencionado, como parte de la protección en tiempo real. Este navegador está descontinuado, ahora Microsoft Defender está integrado con Microsoft Edge.

### Software de explorador
La sección de herramientas avanzada permite a los usuarios descubrir posibles vulnerabilidades con una serie de exploradores de software. Ellos ofrecen vistas de programas de inicio, está ejecutando el software, aplicaciones y conectados Winsock proveedores (LSP de Winsock) de la red. En el Explorador de cada elemento se califica como "Conocidos", "Desconocido" o "Potencialmente no deseado". Las categorías de primeras y últimas llevar un vínculo para obtener más información sobre el artículo en particular, y la segunda categoría le invita a los usuarios enviar el programa de SpyNet para el análisis por expertos.